# Клане в Долгаец
Клането в Долгаец е клане, извършено от български комити и арнаутски качаци над селяните от прилепското сърбоманско село Долгаец през 1915 година.[необходимо е уточнение] Този трагичен епизод, извършен от албанска чета под ръководството на Исмаил Ахмед Малачка от село Църнилище, в съюз с български комити и Сборната рота на поручик Тодор Панов.

## История
След преминаването на Конния отряд през тези територии, така наречената Сборна рота на поручик Панов взема нещата в свои ръце. Под претекста на патриотизъм и обвинения в сърбоманство, ротата извършва жестоки действия срещу местното население. Жертвите са местно население, обвинени в лоялност към сръбската власт.
Поручик Тодор Панов и неговата рота са мотивирани от патриотични чувства. Местното население става жертва на клане, като  са  обвинени сърбоманство.[необходимо е уточнение]
След като кръвопролитието в Гостиражни приключва, Сборната рота и съюзниците ѝ продължават към съседните села.Прочистването на района се разпростира до Долгаец, Стровия, Маргари, Костинци и Църнилище. В Църнилище, откъдето произхожда Исмаил Ахмед Малачка, албанците се включват с още по-голяма ярост, ограбвайки домовете на местните жители и избивайки ги под претекста на тяхната лоялност към сръбската власт.[необходимо е уточнение]
Според доклад от 1916 г., ВМРО под ръководството на Тодор Александров и Александър Протогеров извършва убийства в Македония обявени като борба със сърбоманството. Организацията контролира региона чрез свои хора на ключови позиции, като действията ѝ са подкрепяни от военните власти.[необходимо е уточнение]
В Прилепско Мила Гюрлуков заедно със Стефан Алябаков и други четници се отдава на зулуми върху местното сърбоманско, но и българско население с цел събиране на пари. Арестуван е и проведената анкета докадва обвиненията, но е освободен след натиск върху военните власти от Тодор Александров.
След пробива на Солунския фронт и възвръщането на Вардарска Македония под сръбска власт, започва съдебно разследване за зверствата, извършени по време на войната. Делото, свързано с клането в Долгаец и другите прилепски села.[необходимо е уточнение]

## Списък на осъдените за престъплението[2]
| № по ред | Име и презиме             | Местожителство |
| -------- | ------------------------- | -------------- |
| 1        | Йован(Иван) Ачков(ич)     | гр. Прилеп     |
| 2        | Милан Соколов(ич)         | гр. Прилеп     |
| 3        | Данаил Антонов(ич)        | гр. Прилеп     |
| 4        | Фейзула Бафипер           | с. Църнилище   |
| 5        | Шериф Каци Сюлейман       | с. Църнилище   |
| 6        | Зекир Сюлейман            | с. Църнилище   |
| 7        | Юкуб Абудла Феиз          | с. Църнилище   |
| 8        | Юсуф Байрам Абдула        | с. Църнилище   |
| 9        | Велия Ибрахим Волазов(ич) | с. Църнилище   |
| 10       | Чамил Мустафа Амза        | с. Църнилище   |
| 11       | Рамадан Асан Мулоски      | с. Църнилище   |
| 12       | Сюлейман Сулка Осман      | с. Църнилище   |
| 13       | Асан Исмаил Селман        | с. Църнилище   |
| 14       | Реджеп Ибрахим            | с. Мелница     |
| 15       | Асан Йонуз Селманов       | с. Мелница     |
| 16       | Иса Сюлейман Фејзула      | с. Църнилище   |
| 17       | Алил Юсуф Амед            | с. Мелница     |
| 18       | Алил Каци Абае            | с. Мамутчево   |
| 19       | Тодор Йордев(ич)          | гр. Велес      |
| 20       | Петър Николов(ич)         | гр. Велес      |
| 21       | Амед Адем Джамалски       | с. Църнилище   |
| 22       | Исмаил Ахмед Малачка      | с. Църнилище   |
| 23       | Мемед Амед Мешковски      | с. Църнилище   |
| 24       | Абдул Дюлка Байрам        | с. Църнилище   |
| 25       | Алия Абдул Байрам         | с. Църнилище   |
| 26       | Никифор Панте Ивчев(ич)   | гр. Велес      |
| 27       | Салим Рамадан Байрам      | с. Църнилище   |
| 28       | Осман Асан Мулоски        | с. Църнилище   |
| 29       | Емин Сюлейман             | с. Църнилище   |
| 30       | Мемед Юсуф                | с. Църнилище   |
| 31       | Исмаил Сюлейман Келам     | с. Църнилище   |
| 32       | Юсуф Зейнеп Байрам        | с. Църнилище   |
| 33       | Селим Махмуд Ахмед        | с. Църнилище   |
| 34       | Исмаил Реджеп             | с. Белушино    |
| 35       | Ано Ферат                 | с.Търновци     |
| 36       | Серфин Расим Асанов       | с.Търновци     |
| 37       | Фета Алим Джафер          | с.Търновци     |
| 38       | Фатик Саид                | с. Върбоец     |
| 39       | Фатик Алиджа Мустафа      | с. Върбоец     |
| 40       | Ризман Синан              | с. Върбоец     |
| 41       | Хасан Мифта Келам         | с. Върбоец     |